# Orvasca paradoxa
Orvasca paradoxa is een donsvlinder uit de familie van de spinneruilen (Erebidae). De wetenschappelijke naam van de soort is, als Chionophasma paradoxa, voor het eerst geldig gepubliceerd in 1886 door Arthur Gardiner Butler.